# دير القديس إستبانوس
دير القديس إستبانوس (بالأرمنية: Սուրբ Ստեփանոս վանք؛ بالفارسية: کلیسای استفانوس مقدس) هو دير أرمني يبعد 15 كلم شمال غرب مدينة جلفة. ضمن محافظة أذربيجان الغربية شمال غرب إيران. يقع الدير في وادي عميق بمحاذاة نهر اراس على الجانب الإيراني من الحدود مع جمهورية نخجوان الذاتية . ويعود تاريخ بنائه إلى القرن التاسع الميلادي وأعيد بنائه خلال عهد الدولة الصفوية بعد أضرار أصابته من عدة هزات أرضية. أضيف الدير مع دير القديس تداوس، كنيسة أم الرب المقدسة، كنيسة زور زور وكنيسة شروبين إلى لائحة التراث العالمي عام 2008.

## التاريخ
شرع ببناء الدير خلال القرن السابع الميلادي وأنتهى من بنائه في القرن العاشر الميلادي. لكنه دُمر جزئياً خلال الحروب بين الدولة السلجوقية والإمبراطورية البيزنطية في القرنيين الحادي عشر والثاني عشر.
بعد الاحتلال المغولي لإيران في منتصف القرن الثالث عشر، أستفاد المسيحيون من الأسرة الإليخانية وأبرمت معاهدة سلام بين الكنيسة الأرمنية الأرثوذكسية والإليخانيين. أعُيد تأهيل الدير منتصف القرن الثالث عشر. وأعُيد ترميم الدير بصورة كلية عام 1330. لعب الدير دوراً ثقافياً ودينياً هاماً خلال القرنين الرابع عشر والخامس عشر حيث كُتبت فيه عدة لوحات ومخطوطات مصورة.
هُجر الدير عام 1604م، حينما أمر الشاه عباس الصفوي بتهجير الأرمن من المنطقة وأعيد ترميم الدير عام 1650 م. وأعاد الحكام القاجاريون تعمير الدير عام 1819 وأنتهت عملية التعمير عام 1825. وخضع الدير لعدة عمليات ترميم خلال القرنين العشرين والحادي والعشرين أهمها عملية الترميم عام 1974.

## معرض الصور

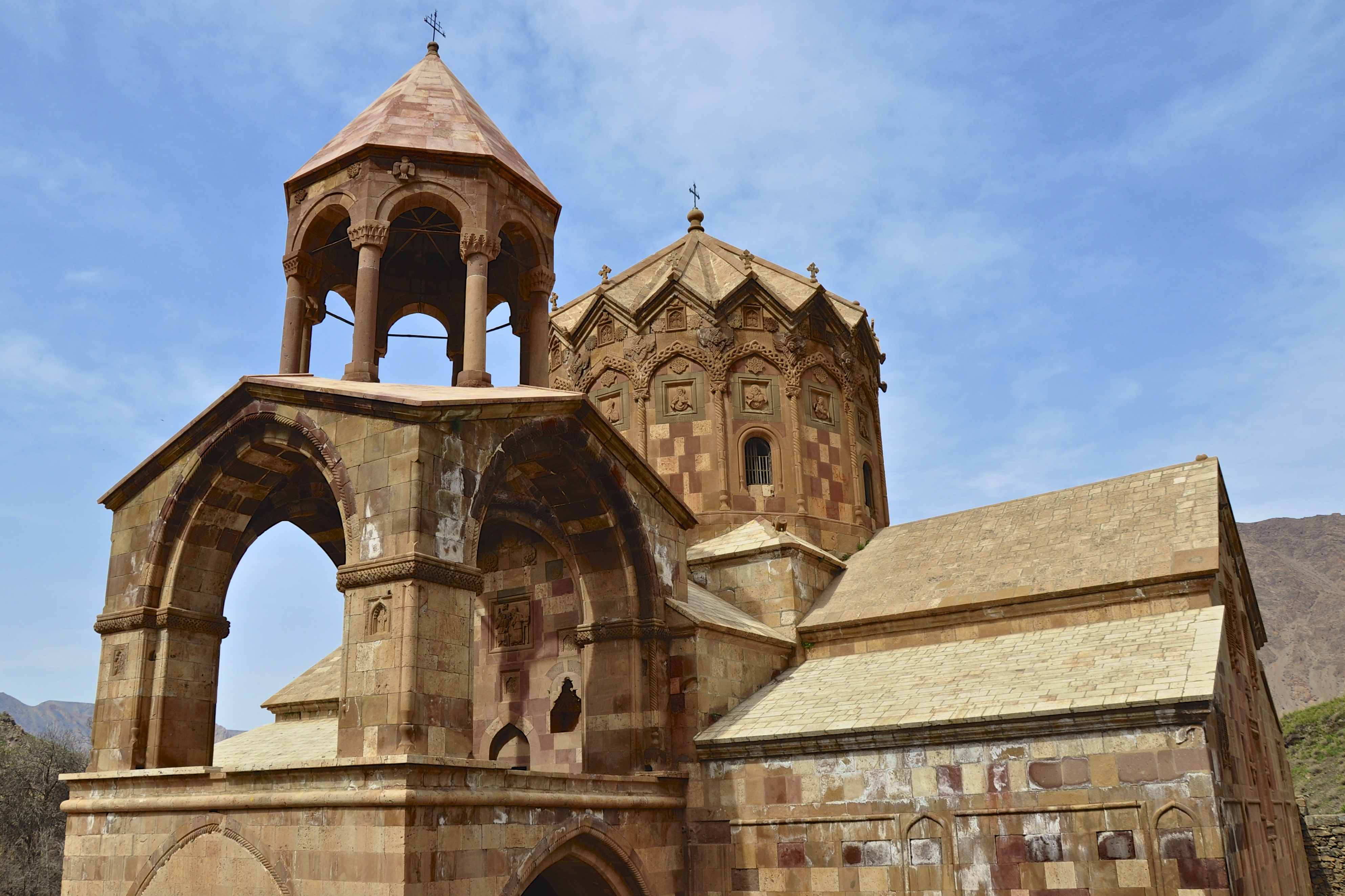
منظر قريب
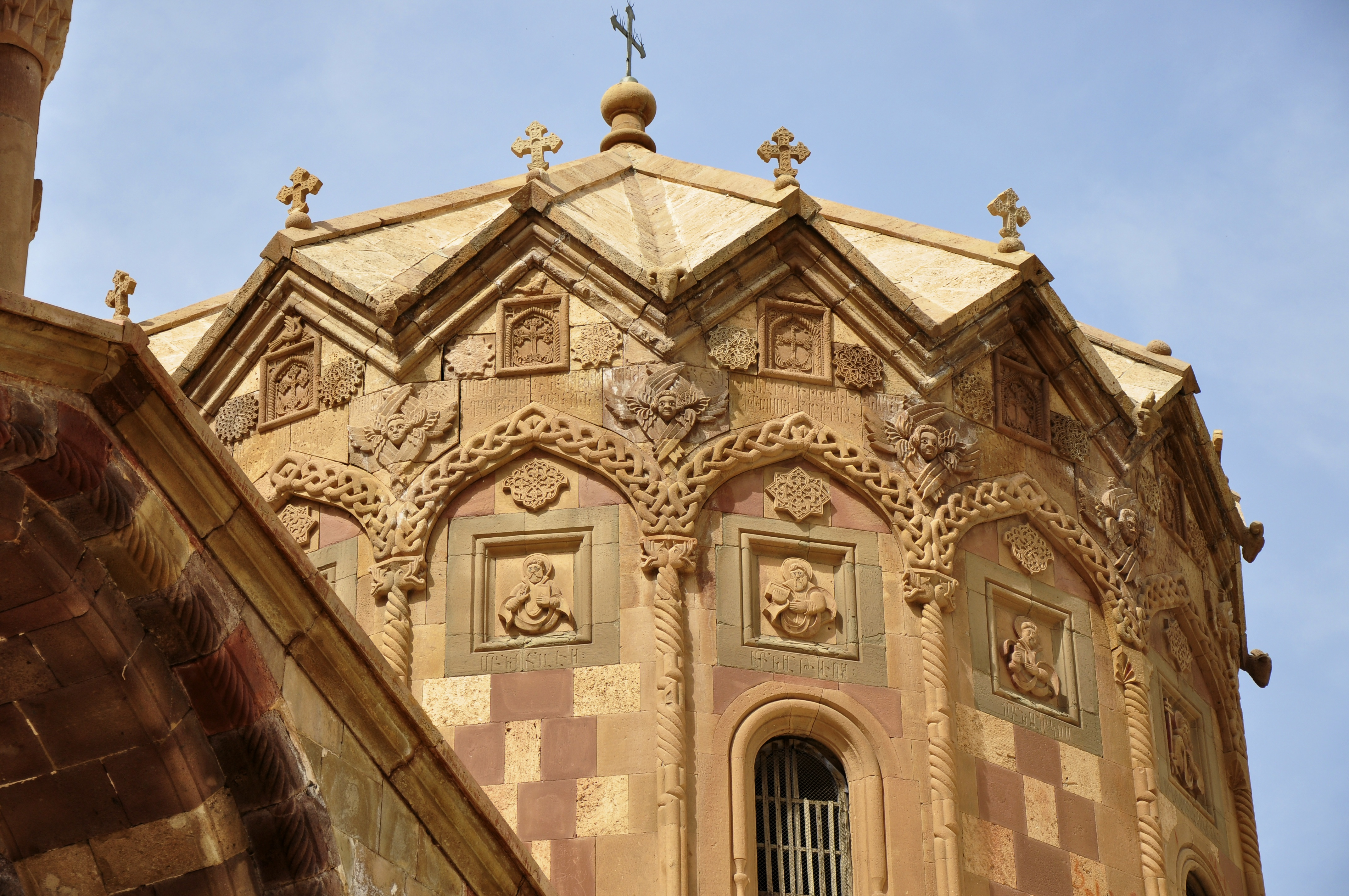
منظر قريب أخر
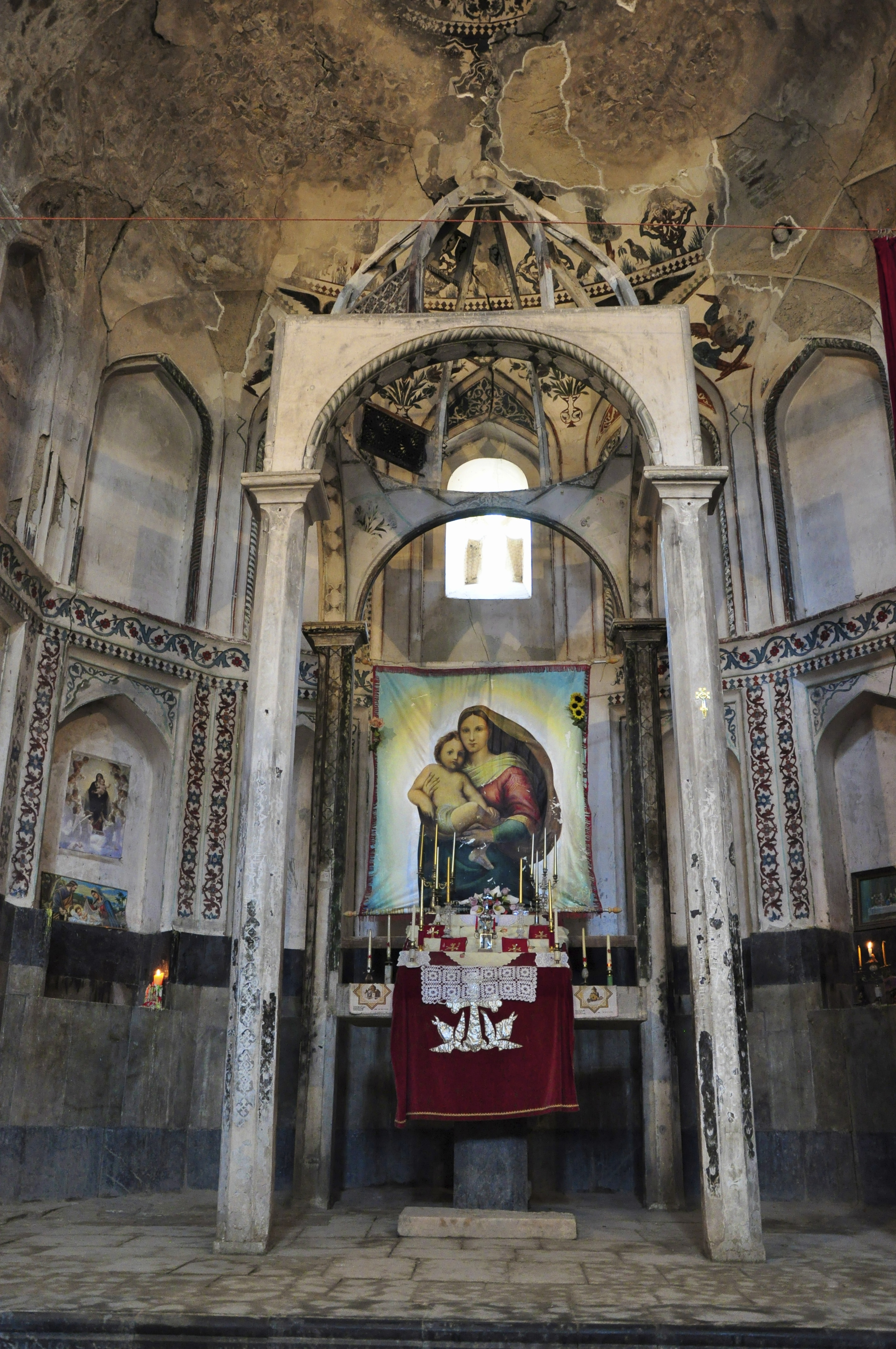
منظر داخلي
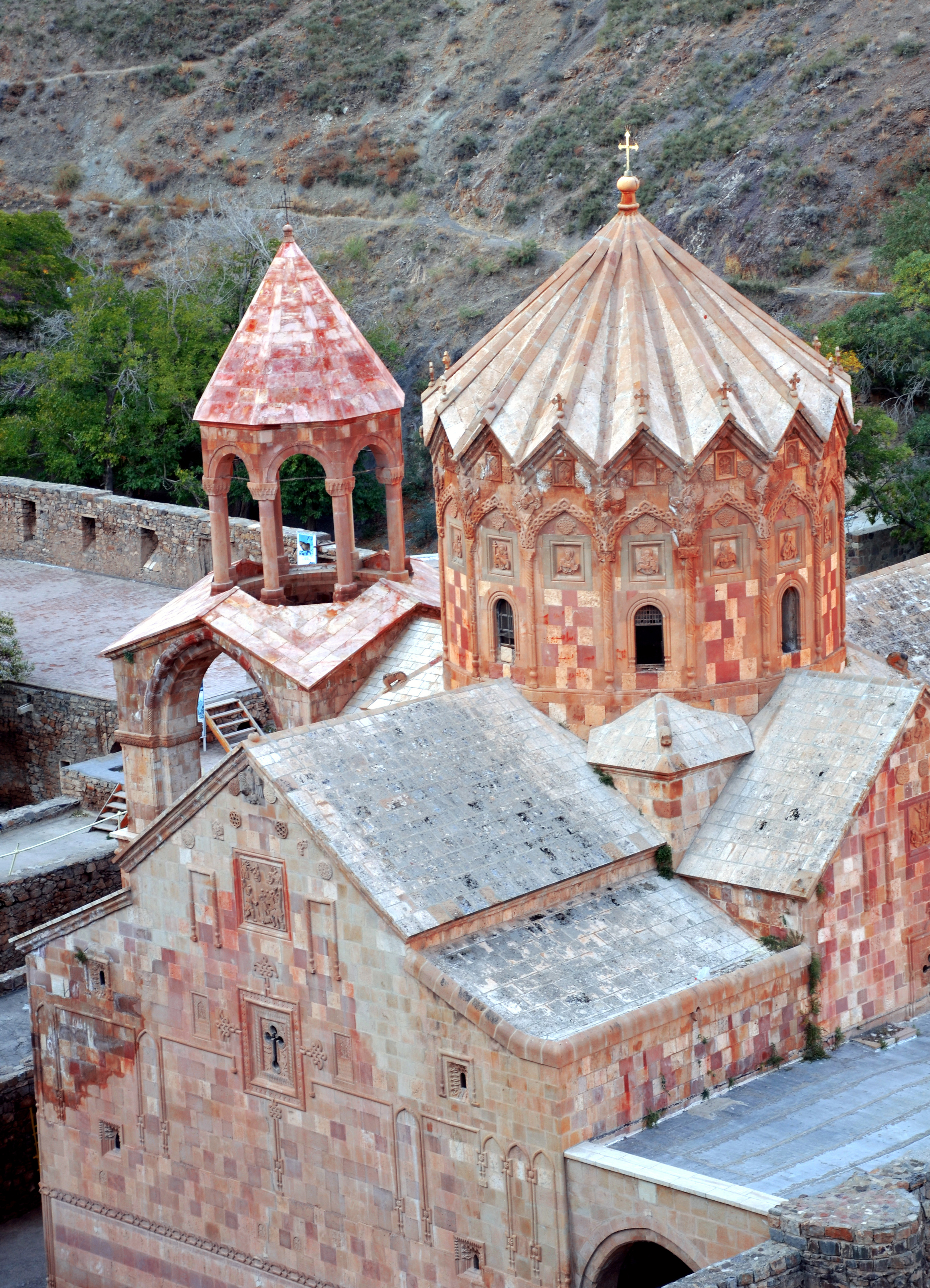
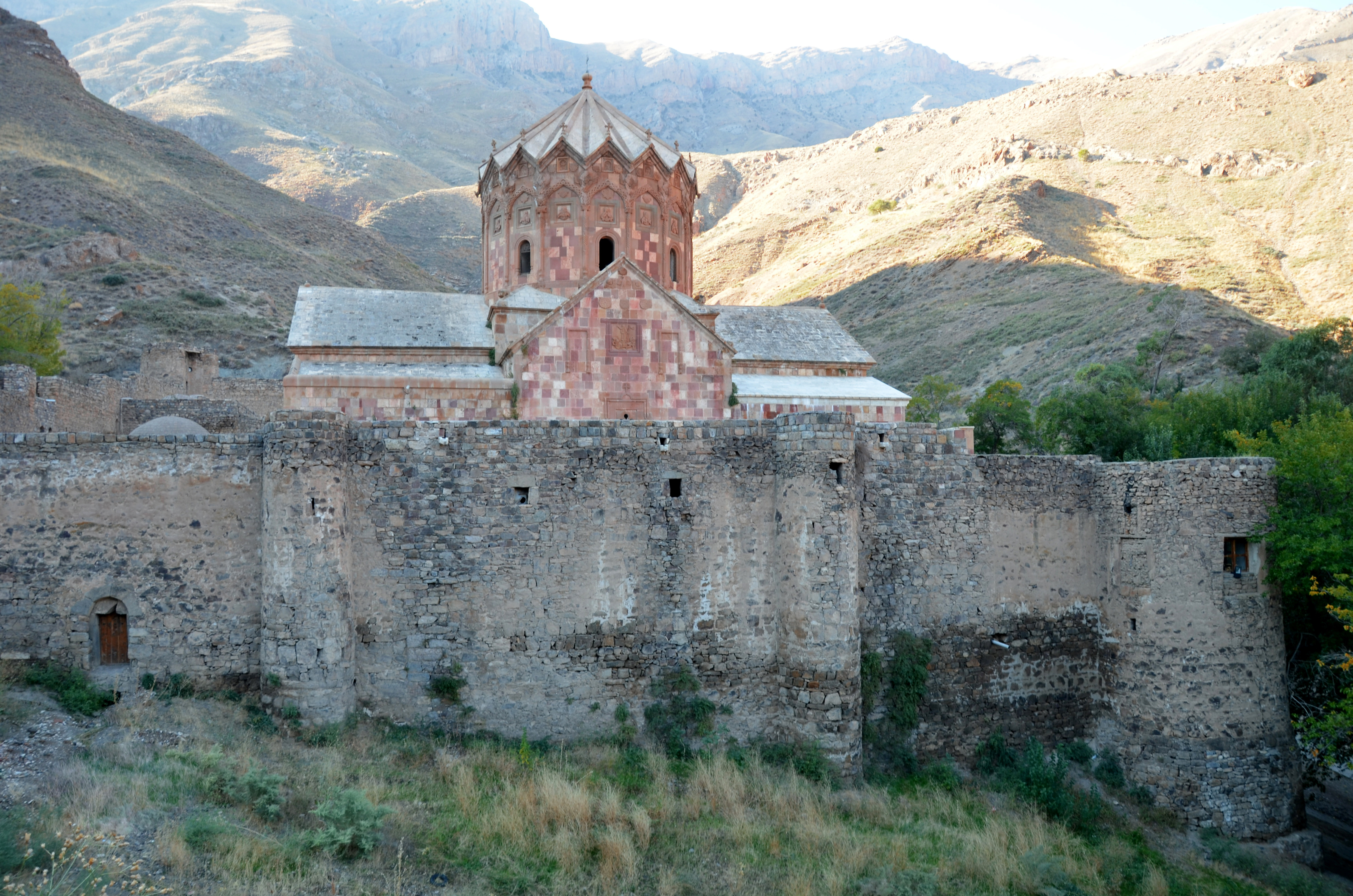
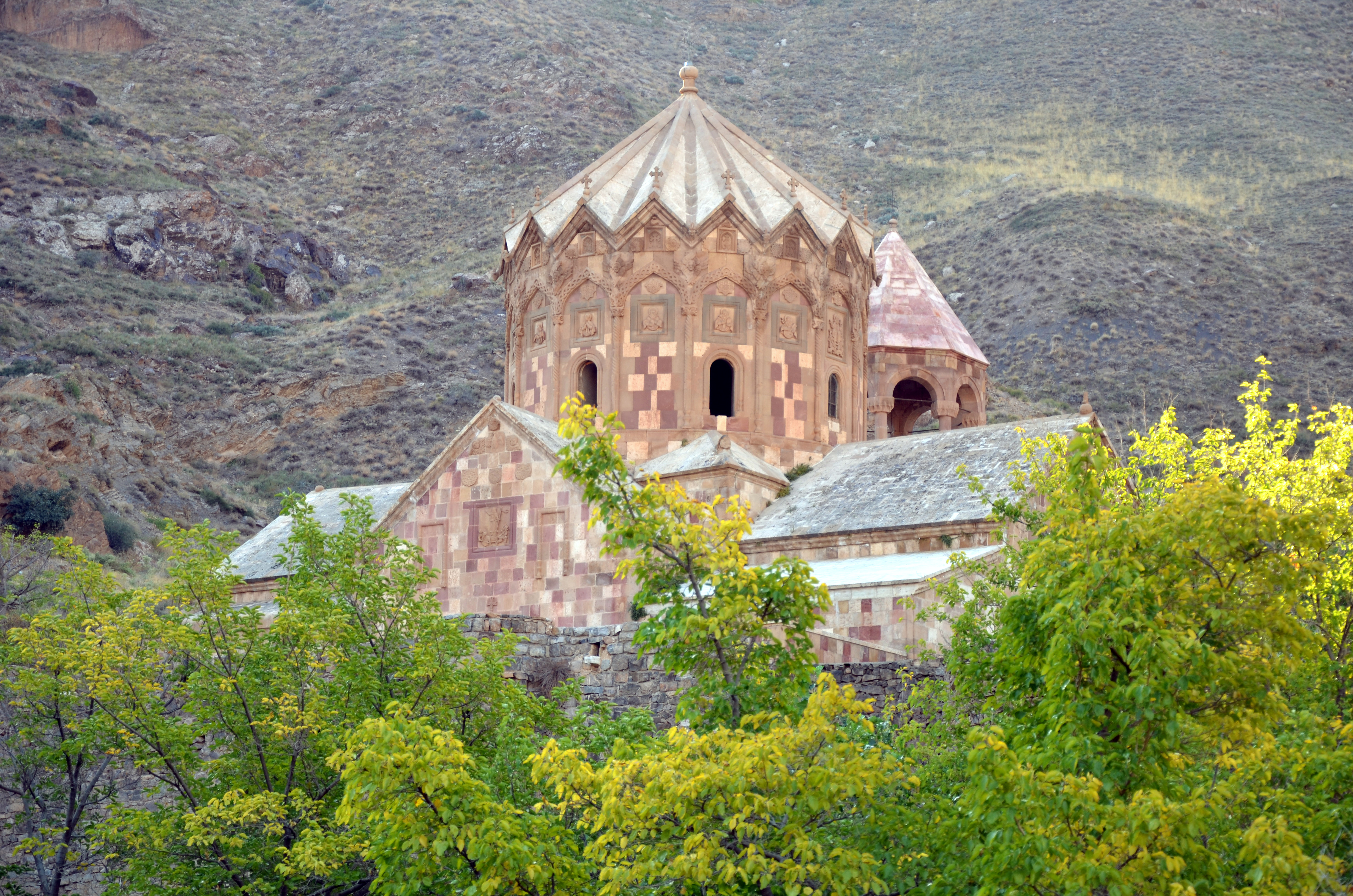
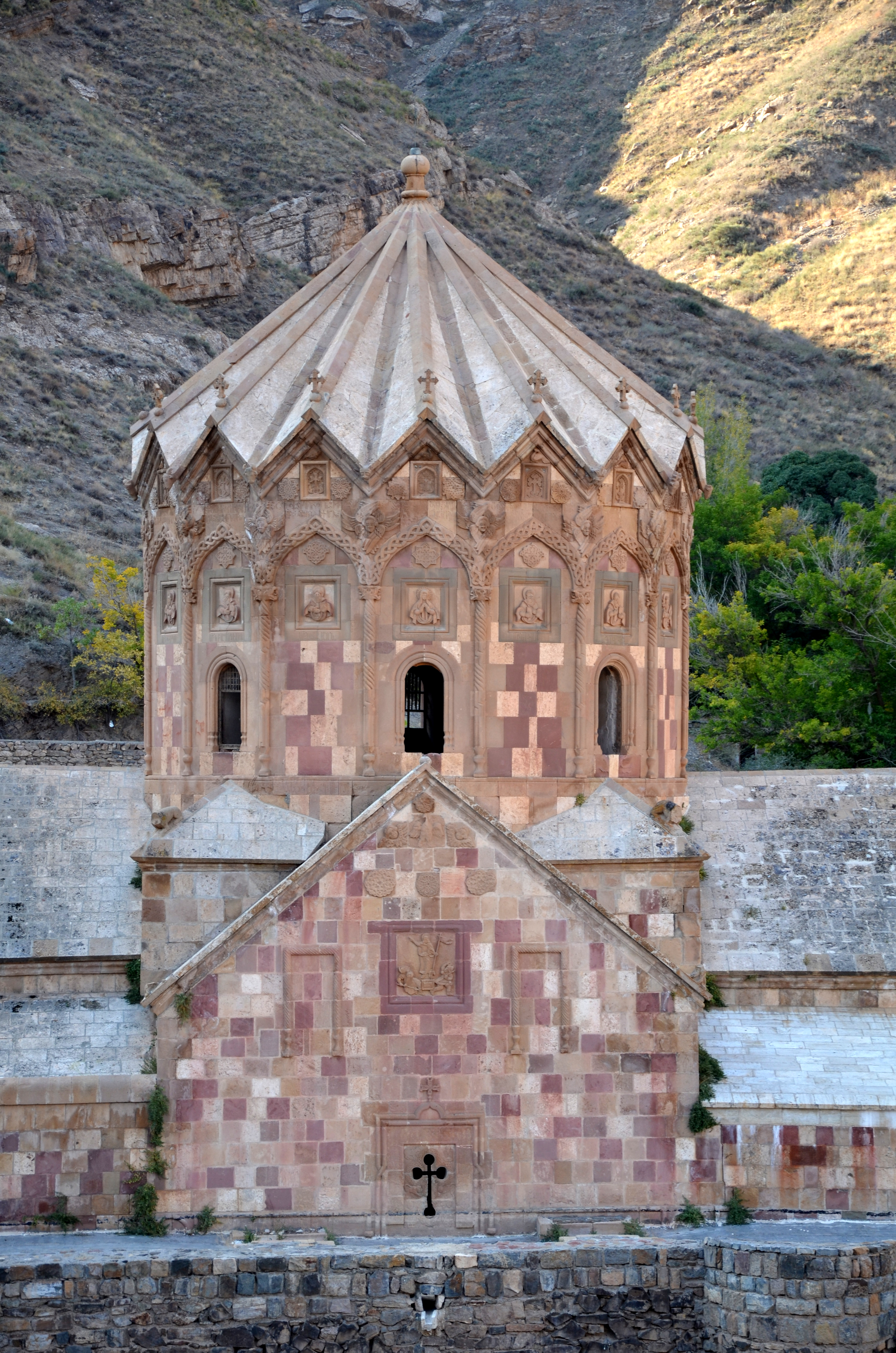
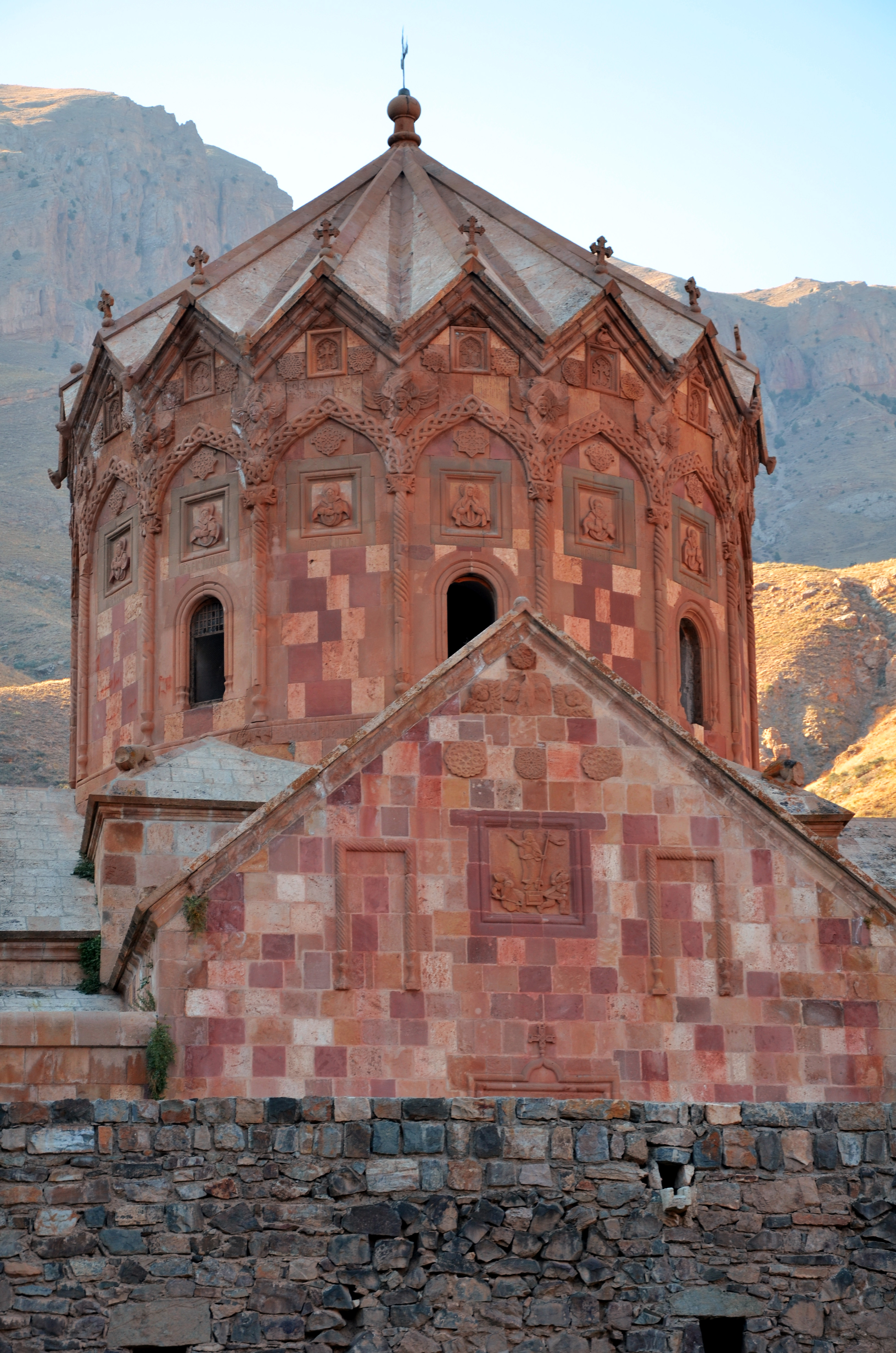
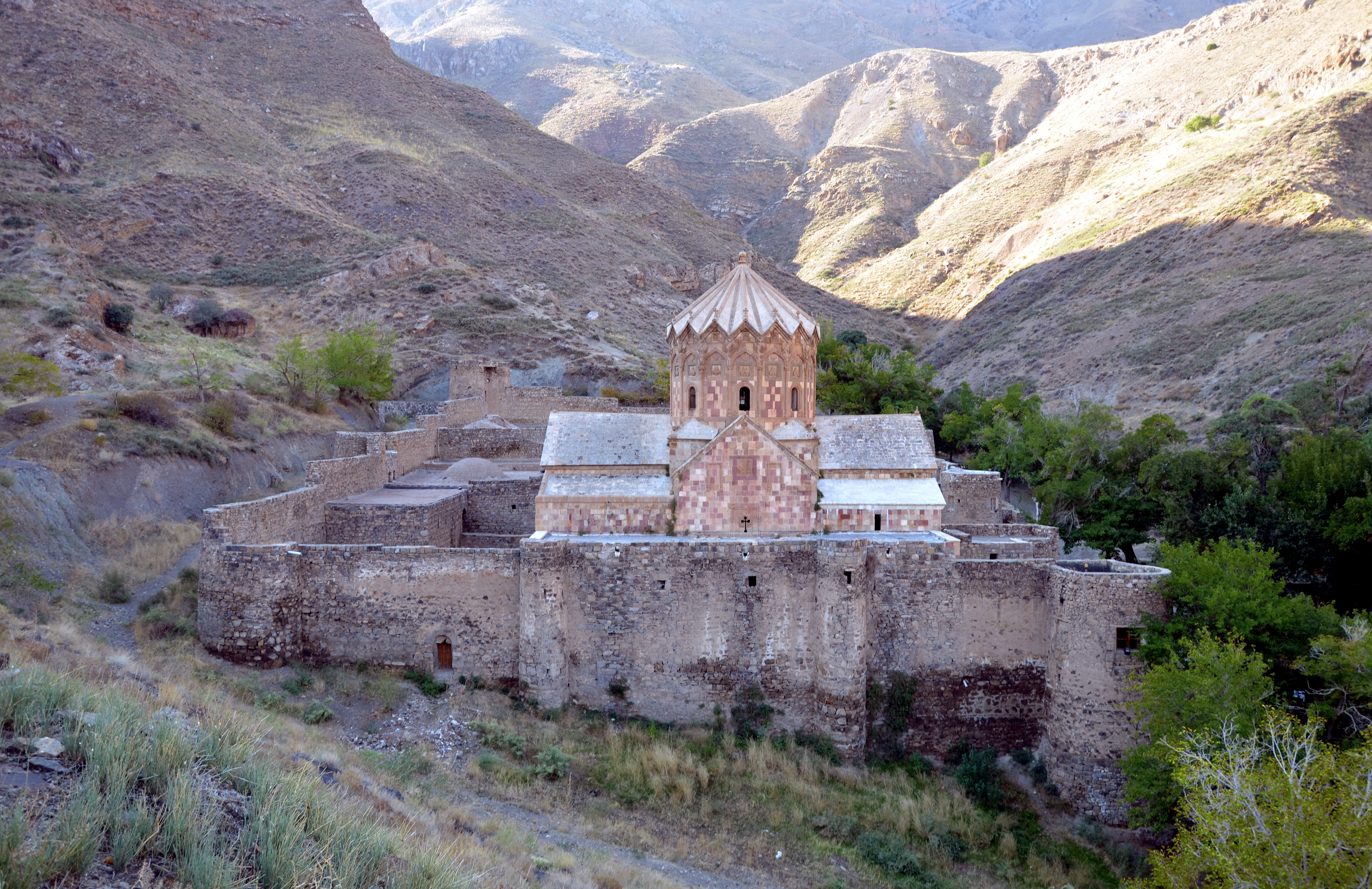
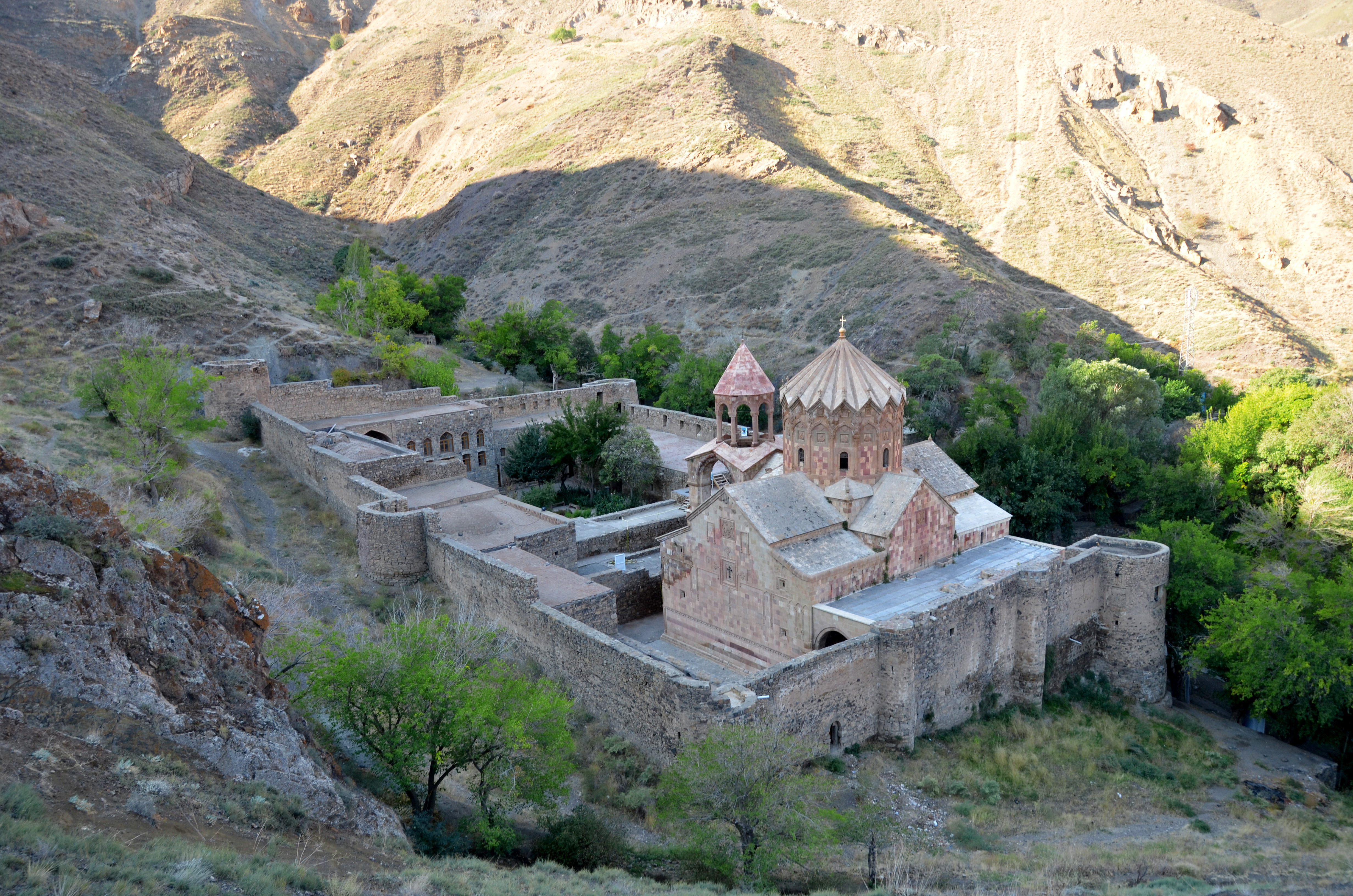
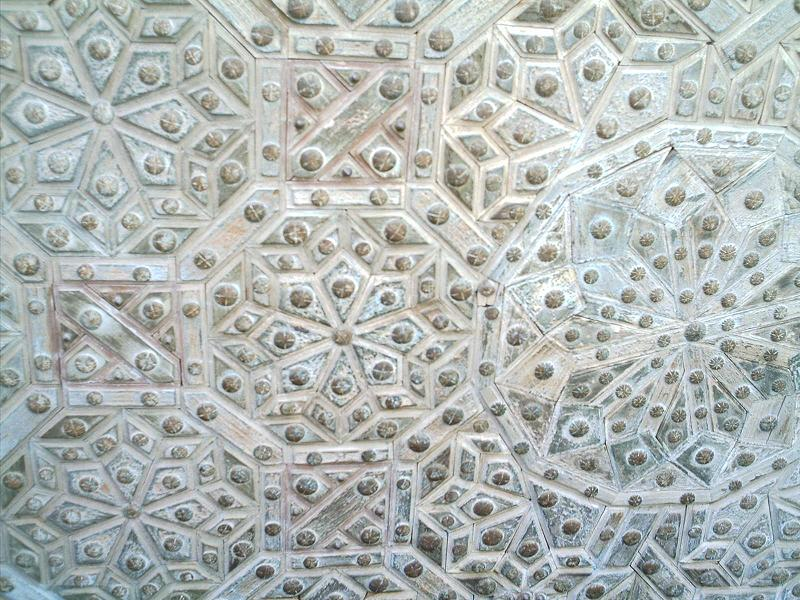
بوابة خشبية
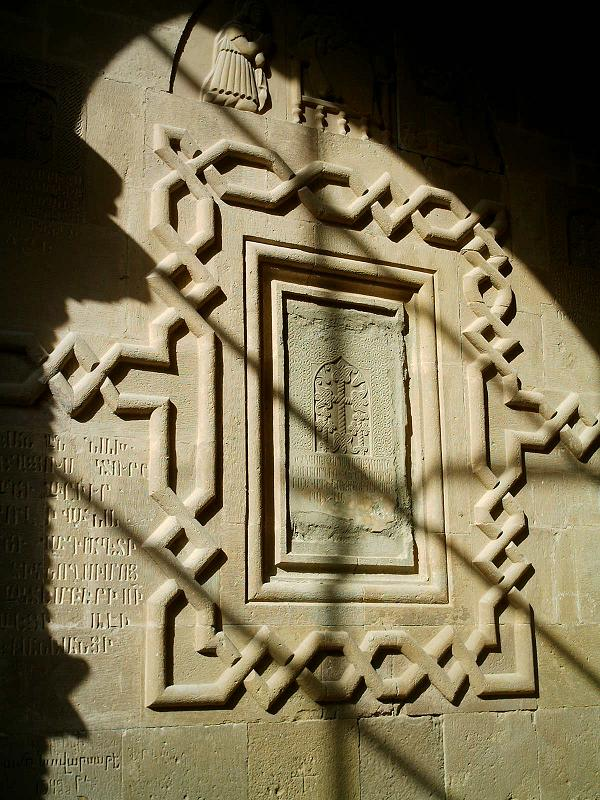
حائط جانبي
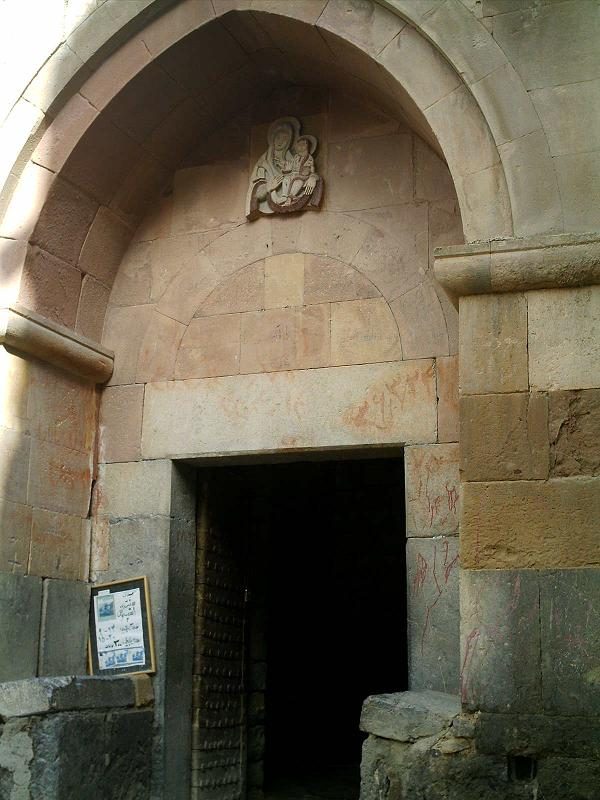
المدخل الرئيسي